# L'Angle mort
L'Angle mort és una pel·lícula francesa escrita i dirigida per Patrick Mario Bernard i Pierre Trividic, estrenada el 2019.

## Argument
Dominick Brassan té el poder de fer-se invisible, fins al dia que perd el seu poder.

## Repartiment
- Jean-Christophe Folly : Dominick Brassan
- Isabelle Carré : Viveka Behring
- Golshifteh Farahani : Elham
- Sami Ameziane : Richard Jaskowiak
- Claudia Tagbo : Cynthia Brassan
- Tella Kpomahou : Marlette Brassan
- Elliot Jenicot : Charbonell

## Crítiques
La pel·lícula va rebre un bon feedback, amb una valoració mitjana de 3,4/5 a AlloCiné.
Per Culturebox és «Una pel·lícula encantadora, modesta i lúdica.».
Per La Croix, «A través de la història d'un home que té el poder de fer-se invisible, els directors introdueixen una dosi de fantasia en la realitat per desmitificar millor la figura del superheroi però malgrat el tractament acurat, la pel·lícula lluita per anar més enllà de la seva idea inicial.».

## Distincions
Fou seleccionada a l'ACID al 72è Festival Internacional de Cinema de Canes i a la selecció oficial al LII Festival Internacional de Cinema Fantàstic de Catalunya.